# 汉语自动句法分析
汉语自动句法分析包含对汉语句法的定义以及自动分析方法。
对于如何定义，从汉语语言学家的角度来看，往往是考虑如何生成句子的问题；从计算语言学家的角度来看，则往往是一个思考如何拆分句子的问题。计算语言学家需要为输入的句子实现一个自动拆分方法，这是句法分析的实现形式。

## 句子的拆分
指定义拆分单元的集合，将输入的句子拆分为该集合的一个子集。一个拆分单元由两部分组成，一个部分是载体，是句子的片段；另一个是载体承载的信息，用于将载体组合成句子。例如：在依存句法分析方法下，拆分单元是（词，依存关系），其中‘词’是载体，‘依存关系’是词承载的信息；在某些依赖语义的句法分析方法下，拆分单元是（短语，语义功能）。
在一个有穷的拆分单元集合下，一个句子往往有多种拆分，即使不考虑由切分载体引起的歧义（例如依存句法分析的分词歧义），一个切分为ｎ个载体的句子有ｍｎ个拆分，ｍ为载体信息集合的大小。同时，一个句子一般只有一个正确拆分。因此需要选择最好的拆分。这个问题往往转化为从中选择概率最大的拆分。

## 依存句法分析
依存语法最早由法国语言学家L.Tesniere在其著作《结构句法基础》（1959年）中提出，对语言学的发展产生了深远的影响，特别是在计算语言学界备受推崇。它将句子分析成一颗依存句法树，描述出各个词语之间的依存关系。也即指出了词语之间在句法上的搭配关系，这种搭配关系是和语义相关联的。
依存语法存在一个共同的基本假设：句法结构本质上包含词和词之间的关系。这种关系称为依存关系 (Dependency Relations)。一个依存关系连接两个词，分别是核心词 (Head) 和修饰词 (Dependent)。依存关系可以细分为不同的类型，表示两个词之间的句法关系 (Dependency Relation Types)。
依存语法通过分析语言单位内成分之间的依存关系揭示其句法结构，主张句子中核心动词是支配其它成分的中心成分，而它本身却不受其它任何成分的支配，所有受支配成分都以某种依存关系从属于支配者。